# (2936) Nechvíle
(2936) Nechvíle est un astéroïde de la ceinture principale.

## Description
(2936) Nechvíle est un astéroïde de la ceinture principale. Il fut découvert le 17 septembre 1979 à l'Observatoire Kleť par Antonín Mrkos. Il présente une orbite caractérisée par un demi-grand axe de 2,68 UA, une excentricité de 0,08 et une inclinaison de 8,5° par rapport à l'écliptique.

## Compléments